# NGC 674
NGC 674 est une vaste galaxie spirale intermédiaire située dans la constellation du Bélier. NGC 674 a été découverte par l'astronome germano-britannique William Herschel en 1784 et inscrite au New General Catalogue sous la désignation NGC 697. NGC 674 est la même galaxie observée beaucoup plus tard par l'astronome prussien Heinrich d'Arrest.

## Caractéristiques

### Distance
Sa vitesse par rapport au fond diffus cosmologique est de 2 811 ± 20 km/s, ce qui correspond à une distance de Hubble de 41,5 ± 2,9 Mpc (∼135 millions d'al).
À ce jour, 18 mesures non basées sur le décalage vers le rouge (redshift) donnent une distance de 32,233 ± 5,526 Mpc (∼105 millions d'al), ce qui est légèrement à l'extérieur des valeurs de la distance de Hubble. Notons cependant que c'est avec la valeur moyenne des mesures indépendantes, lorsqu'elles existent, que la base de données NASA/IPAC calcule le diamètre d'une galaxie et qu'en conséquence le diamètre de NGC 674 pourrait être d'environ 61,5 kpc (∼201 000 al) si on utilisait la distance de Hubble pour le calculer.

### Luminosité dans l'infrarouge
La classe de luminosité de NGC 674 est III et elle présente une large raie HI. La luminosité de la galaxie de NGC 674 dans l'infrarouge lointain (de 40 à 400 µm) est égale à 3,55 × 1010 {\displaystyle L_{\odot }} (1010,55{\displaystyle L_{\odot }}) et sa luminosité totale dans l'infrarouge (de 8 à 1 000 µm) est de 4,37 × 1010 {\displaystyle L_{\odot }} (1010,64{\displaystyle L_{\odot }}).

## Groupe de NGC 691

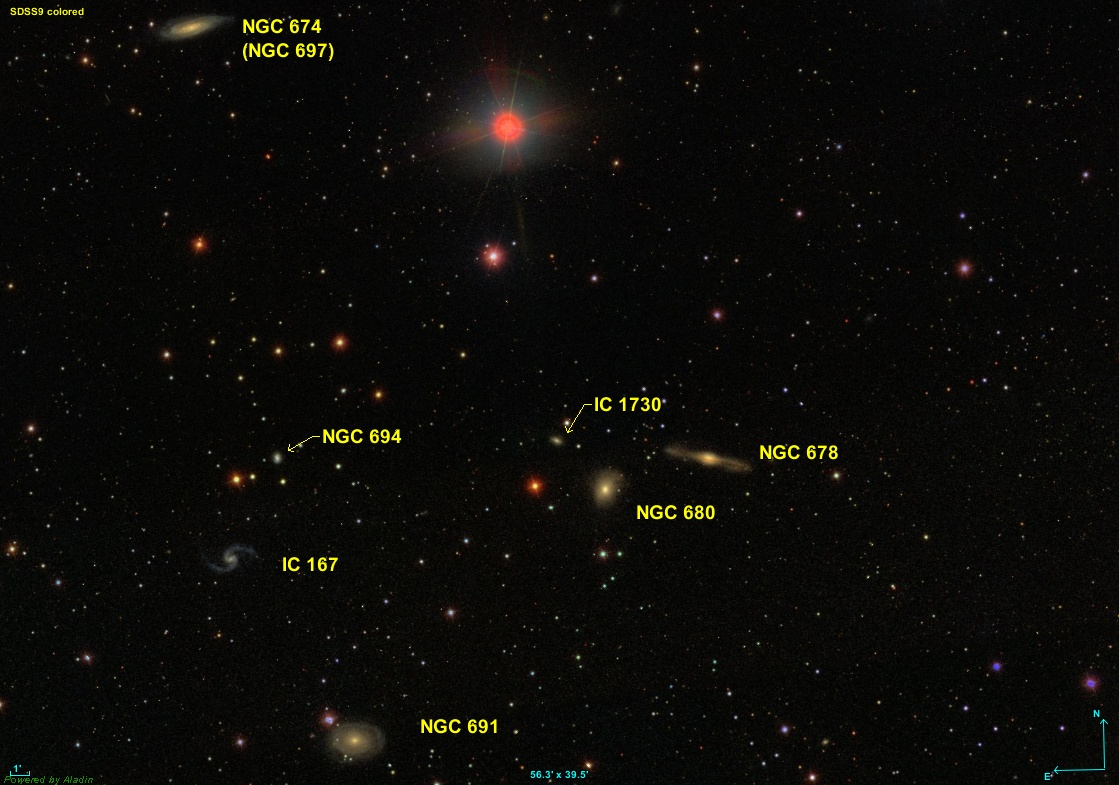
Le groupe de NGC 691 par SDSS.

NGC 674 (ou NGC 697) fait partie du  groupe de NGC 691 qui comprend au moins 10 galaxies et peut-être une onzième. Sept galaxies de ce groupe inscrites dans l'article d'Abraham Mahtessian paru en 1998 sont IC 163, NGC 678, NGC 680, NGC 691, NGC 694, IC 167 et NGC 697 (=NGC 674). À ces sept galaxies, s'ajoutent 3 autres petites galaxies inscrites dans la l'article d'A.M. Garcia paru en 1993 : UGC 1287, UGC 1294 et UGC 1490. La galaxie IC 1730 pourrait s'ajouter à ce groupe, car elle est dans la même région du ciel et à une distance comparable. La galaxie la plus brillante du groupe est NGC 691 et la plus grosse est NGC 678.